# Липівка (Шепетівський район)
Ли́півка — село в Україні, у Понінківській селищній територіальній громаді Шепетівського району Хмельницької області. Населення становить 79 осіб.

## Географія
Село розташоване на лівому березі річки Глибочок.

## Історія
У 1906 році село Полонської волості Новоград-Волинського повіту Волинської губернії. Відстань від повітового міста 44 верст, від волості 12. Дворів 77, мешканців 391.
Село постраждало в часі Голодомору 1932—1933 років, за різними даними, померло до 40 осіб.